# Nautica Thorn
Nautica Thorn (Waipahu, Hawaii, 1984. június 13. –) amerikai pornószínésznő.
Nautica Thorn japán, hawaii szülőktől származik. Hawaiiban töltötte gyerekkorát. 18 éves korában sztriptíztáncosként kezdett el dolgozni.

## Válogatott filmográfia
| - Fantasy All-Stars 4 (2007) (V) - Breakup Sex (2007) (V) - Confessions of the Heart (2007) (V) - Kaylani Unleashed (2007) (V) - Mouth 2 Mouth 9 (2007) (V) - POV Fantasy 7 (2007) (V) - Strap It on 6 (2007) (V) - Ultra Violett (2007) (V) - Knocked Up (2006) …. Lap Dancer #2 - Another Man's Wife (2006) (V) - Asian 1 on 1 #1 (2006) (V) - Asian Sex Buffet (2006) (V) | - Baby Dolls from Bangkok (2006) (V) - Best of Pussy Foot'n: Asian Edition (2006) (V) - Cockasian (2006) (V) - Control 2 (2006) (V) - Cum Shots 9 (2006) (V) - Deeper 3 (2006) (V) - Dirty Talk (2006) (V) (as Nautica (I)) - Facial Demolition (2006) (V) - Fine Ass Bitches 5 (2006) (V) - I'm a Tease 3 (2006) (V) - Licking Pussy 12 Ways (2006) (V) - Lipstick Lesbians (2006) (V) |

## Díjak
- 2005: AVN-díj jelölés: Best Group Sex Scene (Film) – The Collector (Ariaval és Randy Spearssel)
- 2005: AVN-díj jelölés: Best New Starlet
- 2005: AVN-díj jelölés: Best Tease Performance – Fuck Dolls
- 2006: AVN-díj jelölés: Crossover Star of the Year
- 2007: Adultcon Top 20 felnőtt színésznő[3]